# Siège du château d'Itami (1579)
Le second siège du château d'Itami de l'époque Sengoku de l'histoire du Japon se déroule en 1579, cinq ans après qu'Oda Nobunaga l'a pris à un seigneur de guerre nommé Itami et confié à Araki Murashige (premier siège du château d'Itami).
Accusé de sympathiser avec le clan Mōri, ennemi de Nobunaga, Araki s'enferme dans son château et résiste au siège des armées de Toyotomi Hideyoshi. Bien que sa défense tienne longtemps, il n'entraîne pas ses hommes hors du château, ni ne tente d'autres attaques contre l'armée assiégeante. Peu à peu, les hommes de Hideyoshi comblent progressivement le fossé, rendant la chute du château inévitable. Araki s'échappe et vit le reste de sa vie dans la clandestinité.

## Source de la traduction
- (en) Cet article est partiellement ou en totalité issu de l’article de Wikipédia en anglais intitulé « Siege of Itami (1579) » (voir la liste des auteurs).